# Ризофора
Ризофора (лат. Rhizophora) — небольшой род мангровых деревьев и кустарников семейства ризофоровых.
Название происходит из двух греческих слов, определяющих основную характеристику растений данного рода: ῥιζο, rhizo — «корень», и φορός, phorós — «основание». На самом деле, как и у других мангров, у ризофоры корни частично воздушные, что позволяет им удерживать устойчивое положение в воде в условиях солёной воды, частых приливов и зыбкой почвы.

## Описание
Деревья и кустарники, произрастающие на литорали (приливно-отливной зоне) побережья тропического и субтропического пояса Земли. Имеют характерные воздушные опорные корни. Листья супротивные, цельные, цельнокрайные, гладкие, на ощупь напоминают кожу. На нижней части листьев часто имеются многочисленные чечевички. На каждом побеге имеется верхушечная почка с парой прилистников, которая опадает при появлении новой пары листьев.
Растения опыляются с помощью ветра. Соцветие берёт своё начало в пазухе листа и разветвляется у отдельных видов по-разному. Цветки лучисто-симметричные, имеют четыре крепких чашелистика, которые при соприкасании с землёй прорастают в грунт[прояснить]. Четыре лепестка, как правило, покрыты волосками и в отличие от других ризофоровых не несут на себе других отростков; после начала цветения они вскоре опадают. Имеется 8-12 редуцированных тычинок.
Плод коричневатый или серо-зелёный, яйцевидный или конический, жёсткий. Семя прорастает ещё не утратив связи с материнским деревом (вивипария). Первоначальный корень быстро отмирает.

## Систематика

### Таксономическая схема
|  |                  |  |                   |                                      |                          |  | ещё 58 порядков цветковых растений (APG III, 2009) | ещё 58 порядков цветковых растений (APG III, 2009) |                                 |  |         |  | ещё 17 родов, в том числе мангровые Бругиера, Канделия, Цериопс | ещё 17 родов, в том числе мангровые Бругиера, Канделия, Цериопс |  |
|  |                  |  |                   |                                      |                          |  | ещё 58 порядков цветковых растений (APG III, 2009) | ещё 58 порядков цветковых растений (APG III, 2009) |                                 |  |         |  | ещё 17 родов, в том числе мангровые Бругиера, Канделия, Цериопс | ещё 17 родов, в том числе мангровые Бругиера, Канделия, Цериопс |  |
|  |                  |  |                   | отдел Цветковые, или Покрытосеменные |                          |  |                                                    |                                                    | семейство Ризофоровые           |  |         |  |                                                                 |                                                                 |  |
|  |                  |  |                   | отдел Цветковые, или Покрытосеменные |                          |  |                                                    |                                                    | семейство Ризофоровые           |  | 7 видов |  |                                                                 |                                                                 |  |
|  | царство Растения |  |                   |                                      | порядок Мальпигиецветные |  |                                                    |                                                    | род Ризофора                    |  |         |  |                                                                 |                                                                 |  |
|  | царство Растения |  |                   |                                      |                          |  |                                                    |                                                    |                                 |  |         |  |                                                                 |                                                                 |  |
|  |                  |  | ещё 13—16 отделов | ещё 13—16 отделов                    |                          |  |                                                    | ещё 35 семейств (APG III, 2009)                    | ещё 35 семейств (APG III, 2009) |  |         |  |                                                                 |                                                                 |  |
|  |                  |  |                   | ещё 13—16 отделов                    |                          |  |                                                    |                                                    | ещё 35 семейств (APG III, 2009) |  |         |  |                                                                 |                                                                 |  |

### Виды
По информации базы данных The Plant List, род включает 7 видов:
- Rhizophora apiculata Blume — Ризофора короткоостроконечная[источник не указан 2730 дней]
- Rhizophora × harrisonii Leechm.
- Rhizophora mangle L. — Ризофора мангле
- Rhizophora mucronata Lam. — Ризофора остроконечная
- Rhizophora racemosa G.Mey.
- Rhizophora samoensis (Hochr.) Salvoza
- Rhizophora stylosa Griff.

Ризофора шестиугольная (Rhizophora sexangula), ранее также включавшаяся в этот род, сейчас рассматривается как вид из рода Бругиера (Bruguiera) — Бругиера шестиугольная (Bruguiera sexangula).